# Tumbling (parapente)
Tumbling é a acrobacia mais radical que é possível realizar de parapente. O tumbling consiste em um giro onde o velame (asa) voa para frente e o piloto voa para trás, como se o piloto estisse pulando corda com seu parapente. Até 2004, os pilotos conseguiam realizar tumblings de no maximo 4 voltas com o eixo de rotação horizontal. A partir deste ano o espanhol Raul Rodrigues aperfeiçoou a monabra, realizando o "Infinity Tumbling", como o proprio nome diz é uma manobra infinita e o piloto pode fazer quantas voltas sua altura permitir.